# Laurel und Hardy: Das große Geschäft
Das große Geschäft, im Original Big Business, ist eine US-amerikanische Kurzfilmkomödie mit Laurel und Hardy. Es ist einer der letzten Stummfilme des Komikerduos. In Deutschland lief der Film auch unter dem Alternativtitel Große Geschäfte, im Fernsehen auch unter Vom Wahnsinn umzingelt oder Der geschändete Oberst.

## Handlung
Stan und Ollie versuchen erfolglos, im sonnigen Kalifornien an der Haustür Weihnachtsbäume zu verkaufen.
Als sie bei einem Hausbewohner, der sie barsch abgewiesen hat, wegen in der Haustür eingeklemmter Gegenstände noch mehrfach klingeln müssen, eskaliert gegenseitige Wut in eine Zerstörungsorgie. Dabei verwüsten Stan und Ollie nach und nach zunächst den Vorgarten des Mannes, später das Haus samt Inventar; dieser zertrümmert im Gegenzug ihr Auto und ihre Ware. Die bewusst demonstrativ vorgenommenen Zerstörungen werden von einer wachsenden Menschenmenge verfolgt, ein Polizist schaut zu und führt Protokoll.
Um nicht bestraft werden, beteuern die drei zum Schluss dem Polizisten, sie würden ihre Taten bereuen, und er lässt sie laufen. Doch als klar wird, dass Stan und Ollie ihre Reue nur vorgetäuscht haben, jagt er sie die Straße entlang.

## Hintergrund
Der Film wurde bereits 1928 gedreht, hatte aber erst am 20. April 1929 seine Uraufführung. Da in dieser Zeit schon die ersten Tonfilme erschienen, ist Big Business einer der letzten Stummfilme des Komikerduos.
Die Darstellung des Streits folgt anfangs dem Prinzip Tit for tat: Die zwei streitenden Parteien werden streng abwechselnd aktiv, während die jeweilige Gegenseite zwar empört, aber untätig zusieht. Erst in der Schlussphase sind die Zerstörungen simultan in Parallelmontage zu sehen.
Laut Produzent Hal Roach kam es bei den Dreharbeiten zu einer Verwechslung: statt des dafür vorgesehenen Hauses sei irrtümlich ein benachbartes Haus zerstört worden. Stan Laurel hat dieser Darstellung widersprochen und sie als erfunden bezeichnet.

## Auszeichnungen
1992 wurde der Film als "kulturell, geschichtlich und ästhetisch bedeutsam" ins National Film Registry aufgenommen.

## Kritiken
- „Ein Meisterwerk der Filmkomödie“ (Dieter Krusche, Jürgen Labenski, Josef Nagel: Reclams Filmführer. 13., neubearbeitete Auflage. Philipp Reclam, Stuttgart 2008, ISBN 978-3-15-010676-1, S. 98 f.).

- „Die erschütterndste und zugleich erheiterndste Darstellung sinnloser Zerstörung in der Geschichte des Kinos. (...) Big Business ist die zeitgenössische Umsetzung des biblischen Prinzips 'Wie du mir, so ich dir'  “ (Dick: Laurel & Hardy. 1995).

- „Big Business ist die Apotheose des Schaffens von Laurel & Hardy und der komischste Zweiakter der Filmgeschichte, er hat seinen Ehrenplatz unter den Comedy-Klassikern aller Komiker, aller Länder und aller Zeiten. Selbst Zuschauer, die nicht zur Stammmannschaft der Laurel & Hardy-Fans gehören, werden automatisch in diesen Mahlstrom des Wahnsinns gezogen, der dank seines präzisen Aufbaus, seinen ausgefeilten Details, dem minutiösen Schnitt und der pausenlosen Action für den Comedy-Film das ist, was The Birth of a Nation für den historischen Monumentalfilm darstellt.“ (William K. Everson: Laurel und Hardy und ihre Filme. 1980).